# Georg Michael Kurz
Georg Michael Kurz (* 15. Oktober 1815 in Hersbruck; † 8. Januar 1883 in München) war ein deutscher Kupfer- und Stahlstecher, Zeichner und Verleger.

## Leben
Kurz lernte autodidaktisch das Zeichnen und wurde in seinem Geburtsort Schüler des Kupferstechers F. Wiesner. Die Deutsche Nationalbibliothek nennt als Wirkungsdatum das Jahr 1834. 1845 wurde Kurz in München Mitarbeiter von Johann Gabriel Friedrich Poppel, später auch dessen Geschäftsteilhaber. Er arbeitete unter anderem auch für Gustav Georg Lange und für Franz in München.

## Werke

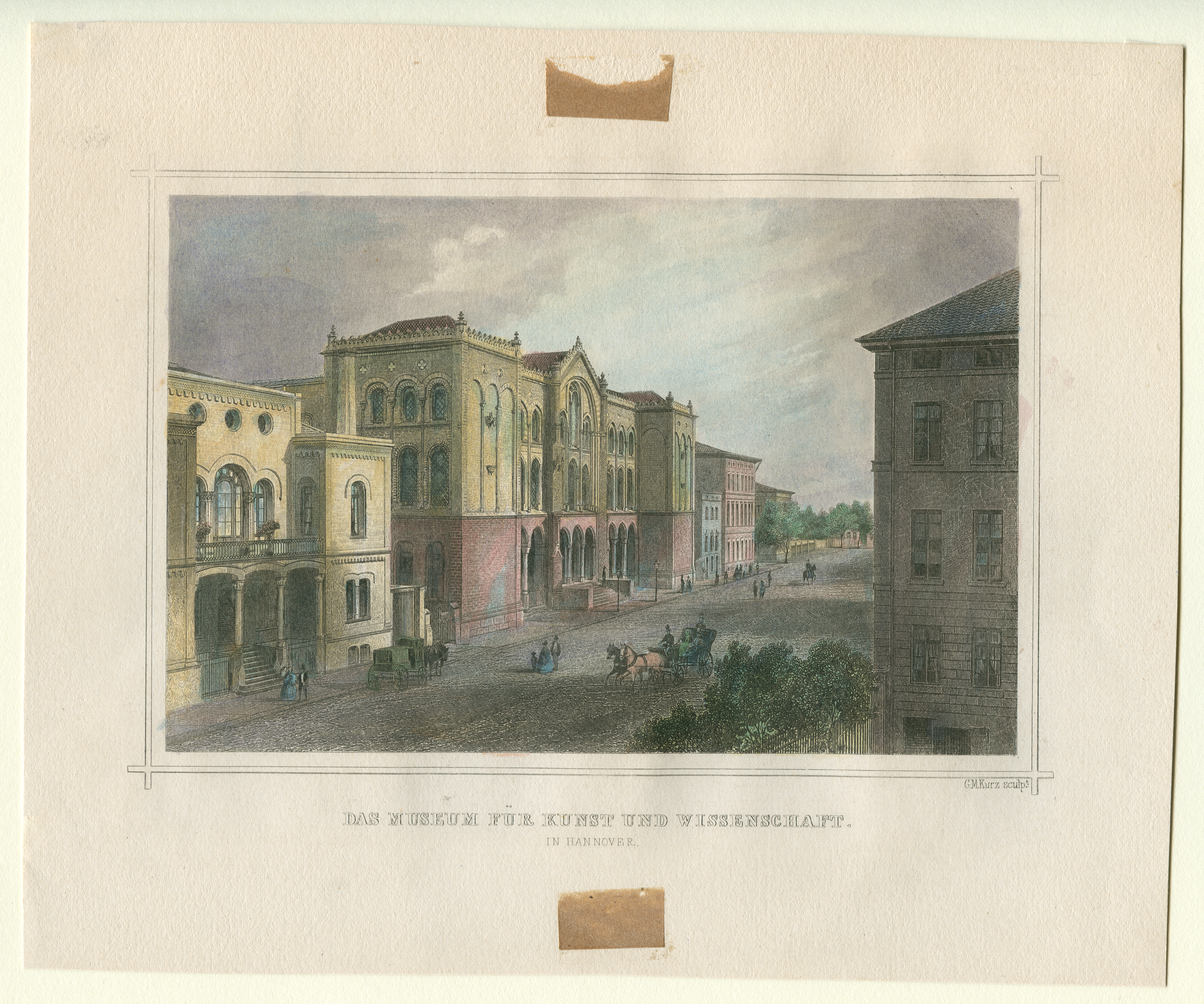
Um 1858: Das Museum für Kunst und Wissenschaft in Hannover, heute Künstlerhaus Hannover. Unvollständig kolorierter Stahlstich, lediglich mit der Angabe G.M.Kurz Sculp.t

Kurz illustrierte, z. T. mit anderen Künstlern, u. a. folgende Werke:
- Meyer’s Universum, Joseph Meyer, Hildburghausen: Bibliographisches Institut
- Galerie Europäischer Städte, Poppel, München 1845ff.
- Schleswig-Holstein, Hermann Biernatzki, im Verlag von Poppel und Kurz, München 1848
- Das Kurfürstenthum Hessen, Verlag Lange, Darmstadt 1850
- Das Königreich Hannover und das Herzogthum Braunschweig …, Lange, Darmstadt 1858

Weitere Arbeiten:
- Rundschau am Mönchsberg nach Georg Pezolt
- Farbstahlstiche nach Ansichten von den Bayerischen Alpen und vom Rhein
- 16 Ansichten von München nach eigenen Zeichnungen (Teil der „Mailinger Sammlung“ im Historischen Museum München)
- 28 Stahlstiche nach Rottmanns Fresken in den Münchener Hofgartenarkaden (Kopien davon in Öl und Aquarell; letzte bekannte Arbeiten)